# Mandato elettorale
Il mandato elettorale è l'incarico che il corpo elettorale di un gruppo sociale, generalmente uno stato, affida agli eletti perché questi lo rappresentino in parlamento o governino in suo nome.
Esso è affidato tramite elezioni, cui partecipa tutto il popolo nei paesi ove vige il suffragio universale o una parte di esso ove vige il suffragio ristretto. In altri paesi è un organo ristretto ad individuare l'incaricato. Normalmente l'incarico è di durata prefissata, con l'eccezione delle monarchie elettive.

## Nel mondo

### Città Vaticano
Il capo dello Stato nella Città del Vaticano è il Papa, designato dal conclave, il colegio composto dai cardinali della Chiesa cattolica. Trattandosi di una carica spirituale, oltre che temporale, la sua elezione ha un carattere non prettamente politico ma assume invece una notevole valenza religiosa.

### Emirati Arabi Uniti
Gli Emirati Arabi Uniti sono una federazione di sette monarchie assolute, il cui presidente è eletto collegialmente dagli emiri federati. 

### Italia
In Italia gli organi costituzionali a ricevere un mandato elettorale sono il Parlamento ed il Presidente della Repubblica. Il Parlamento viene eletto con suffragio universale, ed il suo mandato, detto legislatura, dura cinque anni. Il Presidente della Repubblica, invece, ha un mandato di sette anni che gli è affidato dal Parlamento riunito in seduta comune.